# Florian Hainka
Florian Hainka (* 8. April 1998) ist ein österreichischer Fußballspieler.

## Karriere
Hainka begann seine Karriere beim FC Stadlau. 2009 kam er in die Jugend des FK Austria Wien, bei dem er später auch in der Akademie spielte. Im August 2016 spielte er erstmals für die Amateure der Austria in der Regionalliga, als er am ersten Spieltag der Saison 2016/17 gegen den SC Neusiedl am See in der Startelf stand. Seinen ersten Treffer für Austria II machte er im selben Monat bei einem 3:1-Sieg gegen den SC Mannsdorf. Bis zu Saisonende kam er in 15 Spielen zum Einsatz und erzielte dabei einen Treffer.
In der Saison 2017/18 konnte er mit der Zweitmannschaft der Austria in die 2. Liga aufsteigen. In der Aufstiegssaison absolvierte Hainka 20 Spiele, in denen er zwei Tore erzielte.
Sein Debüt in der zweiten Liga gab er im Juli 2018, als er am ersten Spieltag der Saison 2018/19 gegen die Kapfenberger SV in der Startelf stand. Nach der Saison 2018/19 verließ er die Austria und wechselte zum Floridsdorfer AC. In der Saison 2019/20 kam er zu zehn Einsätzen für den FAC. Nach der Saison 2019/20 verließ er den Verein.